# Дольне-Малики
Дольне-Малики (пол. Dolne Maliki) — село в Польщі, у гміні Стара Кішева Косьцерського повіту Поморського воєводства.
У 1975-1998 роках село належало до Гданського воєводства.